# Podul Ludovico Manin

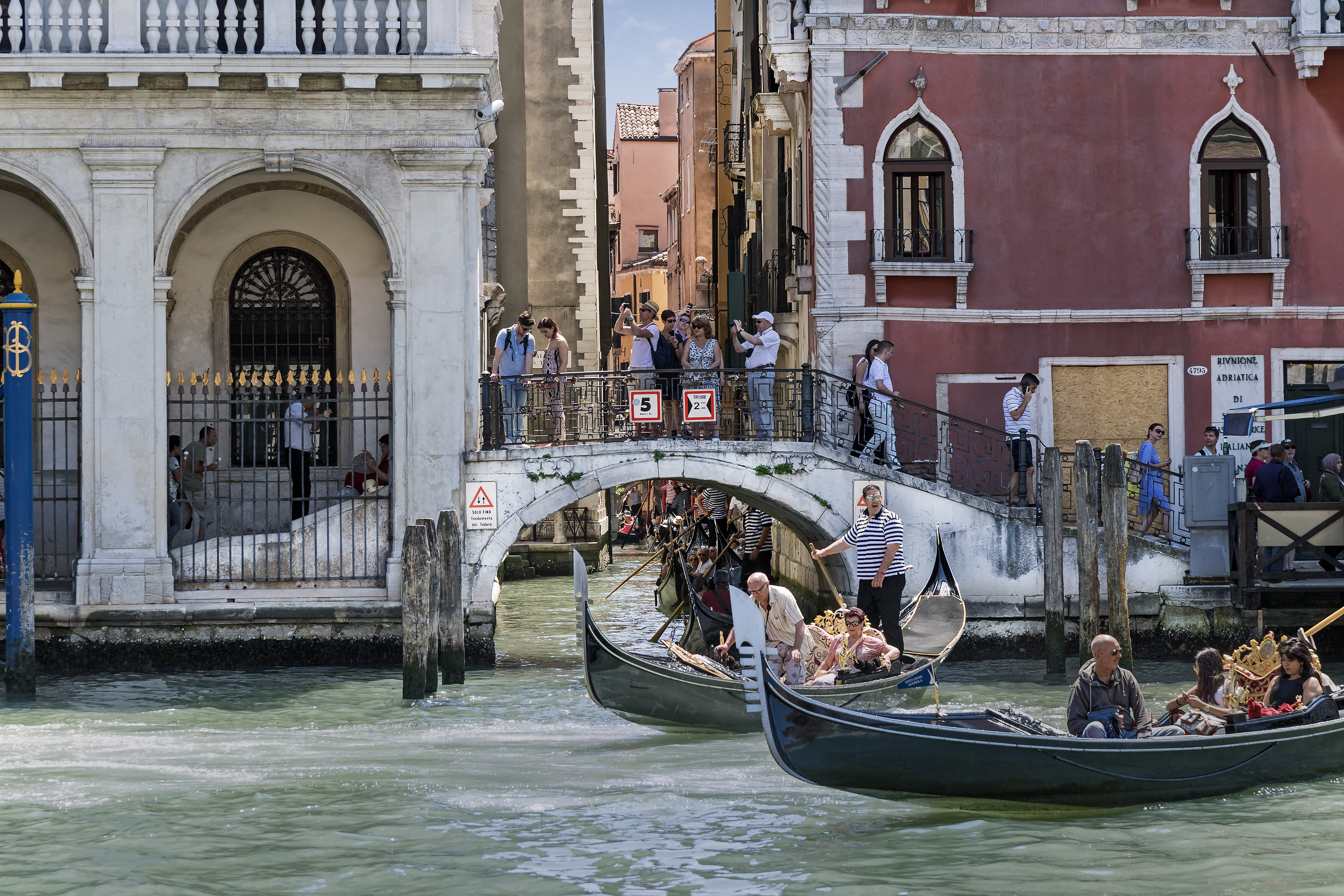
Podul Manin

Podul Ludovico Manin din Veneția este un pod din sestiere San Marco. El este paralel cu Canal Grande, traversează Rio de San Salvador și conectează Riva del Carbon cu Riva di Ferro. Numele său provine de la familia nobiliară Manin, care a stăpânit în secolul al XIX-lea Palatul Dolfin Manin. În acest palat a trăit ultimul doge al Republicii Venețiene, Ludovico Manin.